# Bodosa tina
Bodosa tina là một loài bướm đêm thuộc phân họ Arctiinae, họ Erebidae.